# Cassida seladonia
Cassida seladonia – gatunek chrząszcza z rodziny stonkowatych i podrodziny tarczykowatych. Zamieszkuje zachodnią Palearktykę od Skanii na północy po Afrykę Północną na południu. Żeruje na nicennicach.

## Taksonomia
Gatunek ten opisany został po raz pierwszy w 1827 roku przez Leonarda Gyllenhaala.

## Morfologia
Chrząszcz o ciele długości od 5,5 do 7,5 mm. Ubarwienie głowy jest zawsze czarne, natomiast spodu ciała zwykle czarne, ale może być również żółte lub ciemnordzawe. Barwa tarczki u w pełni wybarwionych okazów jest krwistoczerwona. Kolor przedplecza i tła pokryw jest u żywych osobników zielony, jednak u martwych okazów zmienia się w żółtobrunatny po wyschnięciu. Na pokrywach znajduje się krwistoczerwony wzór ulokowany przy ich przednim brzegu, w pobliżu tarczki. Wzór ten zwykle rozbity jest na plamę przytarczkową i dwie krótkie smugi przykrawędziowe. Dzieje się tak wskutek obecności pary płaskich, błyszczących, prawie zawsze zachowujących jasne zabarwienie guzków w miejscach, w którym biorą początek drugie rzędy pokryw. Brzegi przedplecza i pokryw są rozpłaszczone. Na bocznych brzegach pokryw brak jest wałeczkowatych nabrzmiałości. W widoku bocznym wyraźnie widać na pokrywach krótkie, sterczące, niezbyt gęste owłosienie o białym kolorze. Odnóża przedniej i środkowej pary mają żółte biodra, a w przypadku tylnej pary biodra są czarne. Pozostałe elementy odnóży są jasno ubarwione. Stopy mają rozchylone, pozbawione ząbków przy nasadach pazurki wystające poza wieńce szczecinek na trzecich członach.

## Ekologia i występowanie
Zarówno osobniki dorosłe jak i larwy tego tarczyka są fitofagami żerującymi na roślinach z rodzaju nicennica. W warunkach środkowoeuropejskich ograniczają się do nicennicy polnej, natomiast na zachodzie Europy żerują także na nicennicy francuskiej (Filago gallica).
Gatunek zachodniopalearktyczny, w Europie znany jest z Portugalii, Hiszpanii, Francji, Belgii, Luksemburga, Niemiec, Szwajcarii, Austrii, Włoch, Danii, Szwecji, Łotwy, Litwy, Polski, Czech, Słowacji, Węgier, Białorusi, Ukrainy, Bośni i Hercegowiny, Bułgarii, Grecji i Rosji. Poza Europą występuje na Bliskim Wschodzie i w Afryce Północnej. Północna granica jego zasięgu biegnie przez Półwysep Jutlandzki i Skanię. W Polsce tarczyk ten jest spotykany bardzo rzadko i znany jest z nielicznych stanowisk. Podobnie ma się sytuacja na wielu innych obszarach w środkowej części Europy. Na „Czerwonej liście gatunków zagrożonych Republiki Czeskiej” umieszczony został jako krytycznie zagrożony wyginięciem.